# 河野行成
河野 行成（こうの ゆきなり、1980年 - ）は、日本の経営者。
医療機器・ライフサイエンス分野を中心に、複数のグローバルヘルスケア企業で経営幹部を歴任。2025年からは、ヴァンティブ株式会社代表取締役社長兼日本法人代表を務める。一般社団法人 米国医療機器・IVD工業会(AMDD American Medical Devices and Diagnostics Manufacturers) 副会長。

## 人物・来歴
1980年、東京都文京区に生まれる。幼少期はカリフォルニア州ロサンゼルスで育つ。Torrance High Schoolを経て、2003年に慶應義塾大学商学部を卒業。UCLA アンダーソン・スクール・オブ・マネジメントとシンガポール国立大学ビジネススクールが共同提供するUCLA-NUS Executive MBAを2016年に修了。
新卒採用でテルモ株式会社に入社。米国ニュージャージー本社での4年間の海外駐在、工場、マーケティング、営業、財務、経営戦略、事業開発など複数部門を経験し、ヘルスケアビジネスの全体像を学ぶ。医療機器の技術開発および国際的な市場戦略の策定に従事する。この経験が、その後のキャリア 形成に大きく影響を与えたとされる。
2009年よりアボットメディカルジャパン合同会社にて、経営企画およびオペレーション部門のシニアマネジメントを歴任。この間40以上の血管内治療を主とした医療機器製品の日本上市に携わる。日本法人の業績改善と組織改革に貢献。プロダクトマネージャー、マーケティングディレクター、セールスディレクター、事業部代表に従事する。
2022年にバクスター株式会社の代表取締役社長に就任。社内の腹膜透析(PD)事業に特化したヴァンティブ株式会社を2025年に立ち上げ、現在は代表取締役社長を勤める。透析治療の新たな選択肢として、在宅医療としての腹膜透析(PD)の可能性を広める活動を幅広く行う。ライフスタイルベースの療法説明に着目し、「おうち透析」と「通院透析」という言葉を提案。メディア戦略として加藤茶や小倉智昭を起用し、同時に各地でテレビCMを打つ。透析治療の選択肢に関する情報提供を目的とした「透析病院ドットコム」の設立を主導し、「人生に寄り添い、希望の未来へ」を企業ミッションに、患者のライフスタイルに寄り添う医療を推進している。
2023年より、一般社団法人 米国医療機器・IVD工業会 AMDD副会長に就任。AMDDは主に米国に本社がある医療機器・体外診断用医薬品(IVD) メーカーの日本法人およそ70社で構成されており、日本国内でおよそ15万人の堅実な雇用を創出している。20年以上のヘルスケア業界における国際的な影響力を背景に、業界全体の発展および日米間の医療産業連携に向けた取り組みに寄与している。
近年では講演会LINK‑J主催のウェビナー「ヴァンティブ社が取り組む『透析病院ドットコム』疾患啓発活動の狙い～患者さんに選択肢を～」に講師として登壇。透析や腎移植の課題から「病院を選ぶ」ための患者支援の将来像について講演した。
2025年8月7日、自らが代表取締役社長を務めるヴァンティブ株式会社として、宮崎市と「災害時における包括連携協定」を締結した。高台に立地するヴァンティブ株式会社宮崎工場（ISO14001・ISO50001取得済）の広大な敷地、水や太陽光発電設備などを活用し、災害時に生活物資やインフラを地域住民に提供するとともに、腹膜透析液の安定供給を通じて医療支援を行う体制を整備した。宮崎市の清山知憲市長との合同締結式では、自宅や避難所で電気や水を使わずに継続できる腹膜透析の特長を強調し、災害に強い治療法としての普及に努めている。